# احمد عبدالله عبدالرحمن
احمد عبدالله عبدالرحمن (عربی: أحمد عبدالله عبد الرحمن؛ ۱۲ ژوئن ۱۹۱۹ – ۲۶ نوامبر ۱۹۸۹) سیاست‌مدار اهل اتحاد قمر بود. وی دو بار از ۶ ژوئیه ۱۹۷۵ تا ۳ اوت ۱۹۷۵ و از ۲۵ اکتبر ۱۹۷۸ تا هنگام ترورش در ۲۶ نوامبر ۱۹۸۹ رئیس‌جمهور این کشور بود.
احمد عبدالله عبدالرحمن در ۲۶ نوامبر ۱۹۸۹، در سن ۷۰ سالگی ترور شد.